# La Bouche
«La Bouche» — музичний дует, що спочатку складався із Мелані Торнтон та Лейна Маккрея. Був створений продюсером Френком Фаріаном у Німеччині 1994 року, виконує композиції в стилях європоп та євроденс.

## Історія
«La Bouche» — проект німецького продюсера Френка Фаріана. В його початковий склад ввійшли американці Мелані Торнтон (Melanie Thornton) та Лейн МакКрей (Lane McCray).
Перший сингл із дебютного альбому Sweet Dreams у 1994 році піднявся до 13 сходинки у США в рейтингу Billboard Hot 100 та до 1 сходинки в рейтингу танцювальної музики US Dance Chart.
Другий сингл, виданий у 1995 році, Be My Lover, опинився в десятці найкращих на території 14 країн, з них на першому місці в Німеччині, та на шостому в США (чарт US Billboard Hot 100), і заслужив нагороду ASCAP «як пісня, що найчастіше звучала в Америці».
Перший альбом гурту під назвою Sweet Dreams став п'ятиразово платиновим та дев'ятиразово золотим по цілому світі.
Далі слідував випуск компіляційного альбому із реміксами найкращих треків La Bouche «All Mixed Up» 1996.
Третій, та останній, альбом S.O.S., в Європі відомий під назвою A Moment of Love, був виданий у 1998 році. На ньому була видана композиція, що отримала популярність із сингла You Won't Forget Me. В європейську версію альбому S.O.S. був включений бонус-трек із чудовим госпел-кавером хіта Елтона Джона Candle In The Wind («Свіча на вітрі»), де солірувала Мелані, а беквокал виконували артисти інших проектів Френка Фаріана (в тому числі No Mercy). Всі гроші від продажу композиції були перераховані у благодійний фонд Матері Терези в Індії.

### Мелані Торнтон йде із гурту

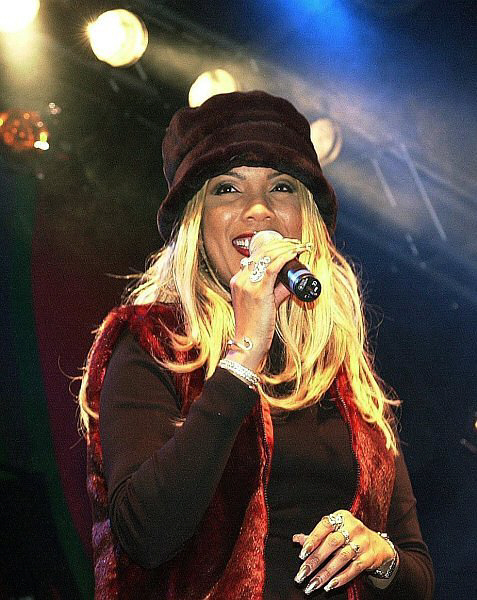
Мелані Торнтон (2001 рік)

У 2000 році Мелані Торнтон залишила гурт, щоби почати сольну кар'єру. Її місце зайняла Наташа Райт (Natasha Wright), і у квітні того ж року був записаний сингл All I Want (укр. Все, що я хочу). Синглу і майбутньому альбому предрікали вдале майбутнє. На стильний драйв пісні звернули увагу навіть PR-агенти компанії «Міцубісі моторс» і зробили All I Want рекламним слоганом для просування нової моделі позашляховика Mitsubishi Pajero. Новий трек La Bouche супроводжував і однойменний телевізійний ролик Міцубісі.
Але сам сингл La Bouche погано просувався з причини конфлікту Френка Фаріана і його компанії-дистриб'ютора BMG. У результаті проект був фактично «заморожений». Тим часом пісня Мелані Love How You Love Me завойовувала чарти, і співачка готувалась до випуску Wonderful Dream (Holidays Are Coming) на замовлення Coca Cola.
Трагедія настигла Мелані під час активного промоушена нової версії альбому Ready to Fly (його перша версія була видана у квітні 2001 року). 24 листопада літак компанії «CrossAir», на якому летіла в Цюрих Мелані Торнтон, зазнав аварії. У несприятливих погодних умовах лайнер став заходити на посадку, але екіпаж не впорався із керуванням, і літак, зачепивши верхівки дерев, впав у лісному масиві на схилі гори, не дотягнувши до аеропорту лічені кілометри. 24 пасажири загинули (в тому числі Мелані та дві солістки із поп-тріо «Passion Fruit»), але декілька людей було врятовано. В останньому телеінтерв'ю для одного із німецьких каналів, перед вильотом в Цюрих, Мелані сказала: «Ніколи не можна передбачити, що чекає тебе завтра. Тому я стараюсь прожити кожний день так, ніби він останній в житті…».
Альбоми «La Bouche» та сольні записи Мелані Торнтон до сих пір залишаються популярними. Пісні регулярно перевидаються та ремікшіруються.
У квітні 2002 Френк Фаріан зібрав найкращі композиції La Bouche та сольні роботи Мелані в колекцію найкращих пісень The Best of La Bouche [feat. Melanie Thornton]. Цей CD вже витримав декілька перевидань на MCI/BMG и MCI/Sony BMG (в 2002, 2006 та 2007 роках).

### В пам'ять про Мелані
Через рік після смерті Мелані, в листопаді 2002 року був підготовлений до випуску триб'ютний сингл, In Your Life, записаний в студії Френка Фаріана, але не виданий раніше. Потім трек був перезаписаний ще раз із вокалом Кайо Шиконі, колишньої солістки гурту Le Click, яка була «родичкою» дуету La Bouche, оскільки курувалась тією ж продюсерською групою. Сингл із вокалом Мелані Торнтон був виданий у 2002 р., в США — у 2003 р. У чарті U.S. Billboard Hot 10 він зміг завоювати 6 місце, а окрім цього, потрапив у десятку найкращих Dance Radio Airplay. Джастін Тімберлейк, Кайо Шиконі та Лейн Маккрей виконали цю пісню на клубній сцені, там же виступили Coolio та Дженніфер Лопес. Хоча, компанія, що видавала сингл на американський ринок, Logic Records, згодом після цього закрилась. Зараз права на видання записів Le Click/La Bouche/Melanie Thornton належать компанії Френка Фаріана MCI та її дистриб'ютору Sony Music. Супровід копірайта здійснює Sony ATV.
Тури La Bouche із участю Кайо Шиконі та Лейна МакКрэя продовжились, але ніяких відомостей про випуск нового матеріалу поки що нема. Згідно з деякими даними третій альбом був записаний за участі Наташі Райт (Natasha Wright), але після трагічної смерті Мелані Торнтон випуск диску La Bouche був зупинений. Відомо також, що у фонотеці компанії Фаріана зберігаються декілька нереалізованих записів La Bouche із вокалом Мелані Торнтон. Чи будуть вони коли-небудь видані на CD, поки невідомо. У 2008 році солісткою La Bouche стала американська співачка Дана Райн (Dana Rayne). Дует здійснив цілий ряд клубних турне в Європі. Літом 2009 року La Bouche здійснили досить вдалий клубний тур в Чилі. Слід зазначити, що в країнах Латинської Америки команда до сих пір популярна.
У вересні 2006 року в Лондоні відбулась прем'єра мюзикла Френка Фаріана Daddy Cool, який заснований на композиціях із бек-каталогу продюсера. У мюзикл ввійшли 3 пісні La Bouche — Be My Lover, Sweet Dreams та Where Do You Go. У 2007 році мюзикл був показаний в Берліні у спеціально побудованому гігантському мобільному театрі Boney M. Theater Palast (найбільша із подібних споруд в Європі).

## Склад
- Лейн МакКрей (1994—2002, з 2007)
- Тімеа Кулай (з 2021)

###### Колишні учасники
- Мелані Торнтон (1994—2000)
- Наташа Райт (2000—2001)
- Кайо Шеконі (2002, 2007—2015)
- Дана Райн (2003—2008)
- Софі Каїр (2015—2020)

## Дискографія

### Альбоми

#### Sweet Dreams (Німеччина, 1995)
1. Forget Me Nots
2. Sweet Dreams
3. Be My Lover
4. Fallin' In Love
5. I'll Be There
6. Nice 'N' Slow
7. Where Do You Go
8. I Love To Love
9. Do You Still Need Me
10. Poetry In Motion
11. Shoo Bee Do Bee Do (I Like That Way)
12. The Heat Is On
13. Mama Look (I Love Him)
14. Be My Lover (House Mix)

#### Sweet Dreams (Північна Америка, 1996)
1. Be My Lover
2. Sweet Dreams
3. Fallin' In Love
4. Where Do You Go
5. I'll Be There
6. Do You Still Need Me
7. I Love to Love
8. The Heat Is On
9. Poetry In Motion
10. Shoo Bee Do Bee Do (I Like That Way)
11. Nice 'N Slow
12. Fallin' In Love (Spike Mix)
13. Be My Lover (House Mix)
14. Le Click: Tonight Is The Night

#### All Mixed Up (1996)
1. Be My Lover (Club Mix)
2. Fallin In Love (Soul Solution Vocal Dub)
3. Sweet Dreams (Spike Mix)
4. Forget Me Nots (Club Mix)
5. Be My Lover (Spike Mix)
6. Fallin' In Love (Full Harmony Club Mix)
7. I Love to Love (Club Mix)
8. Le Click: Tonight Is the Night (Dance Mix)
9. Sweet Dreams (Stylin' Free Mix)
10. Megamix (Sweet Dreams, Fallin In Love, Be My Lover, I Love To Love)

#### A Moment Of Love (Німеччина, 1997)
1. You Won't Forget Me
2. Unexpected Lovers
3. SOS
4. A Moment Of Love
5. Whenever You Want
6. I Can't Stand The Rain
7. On A Night Like This
8. Body & Soul
9. Say You'll Be Mine
10. Don't Let The Rain
11. Sweet Little Persuader
12. Say It With Love
13. You Won't Forget Me (House Mix)
14. Candle In The Wind '97 (Gospel Version)

#### SOS (Північна Америка, 1998)
1. You Won't Forget Me
2. Unexpected Lovers
3. SOS
4. A Moment Of Love
5. Whenever You Want
6. I Can't Stand the Rain
7. On A Night Like This
8. Bolingo
9. Body & Soul
10. Say You'll Be Mine
11. Don't Let The Rain
12. Sweet Little Persuader
13. Say It With Love
14. You Won't Forget Me (Original Mix)

#### The Best of La Bouche (2002)
1. Sweet Dreams
2. Be My Lover
3. In Your Life
4. Love How You Love Me
5. Makin' Oooh Oooh (Talking About Love)
6. Take Me 2 Heaven 2 Night
7. Falling In Love
8. Say You'll Be Mine
9. Bolingo
10. Unexpected Lovers
11. A Moment of love
12. Heartbeat
13. Shoo Bee Do Bee Do
14. Where Do You Go
15. Do You Still Need Me
16. Forget Me Nots
17. SOS
18. Whenever You Want
19. No Tears
20. You Won't Forget Me
21. Video — Sweet Dreams

#### La Bouche— Greatest Hits (2007)
- Австралійський реліз SONY/BMG 2 квітня 2007

1. Sweet Dreams
2. Be My Lover
3. In Your Life
4. Take Me To Heaven Tonight
5. Falling In Love
6. Bolingo
7. Unexpected Lovers
8. A Moment Of Love
9. Shoo Bee Do Bee Do
10. Where Do You Go
11. Do You Still Need Me
12. Forget Me Nots
13. SOS
14. You Won't Forget Me

### Сингли
- 1994 Sweet Dreams
- 1994 Sweet Dreams (Euro Mixes)
- 1995 Sweet Dreams UK
- 1995 Be My Lover
- 1995 Be My Lover (Euro Mixes)
- 1995 Fallin' In Love/Sweet Dreams
- 1995 Fallin' In Love
- 1995 I Love To Love
- 1996 Sweet Dreams U.S.
- 1996 Fallin'In Love
- 1996 Forget Me Nots
- 1996 Bolingo (Love Is In The Air)
- 1996 Megamix
- 1997 You Won't Forget Me
- 1998 You Won't Forget Me U.S.
- 1998 A Moment Of Love
- 1999 S.O.S.
- 2000 All I Want
- 2002 In Your Life
- 2003 In Your Life U.S.
- 2017 Sweet Dreams 2017
- 2018 Night After Night